# Intel 8744
Intel 8744 je osmibitový jednočipový mikropočítač firmy Intel s následujícími parametry:
- oscilátor je součástí čipu (on-chip)
- 4 KiB programové paměti EPROM
- 192 bajtů datové paměti RAM
- 32 i/o linek
- dokáže adresovat až 64 KiB externí datové/programové paměti
- součástí dva plně programovatelné 16bitové čítače/časovače
- pět zdrojů přerušení se dvěma prioritami
- podpora bitového adresování
- jednotka pro bitové operace
- obsahuje jádro Intelu 8051
- optimalizováno pro 12 MHz